# Vitrine

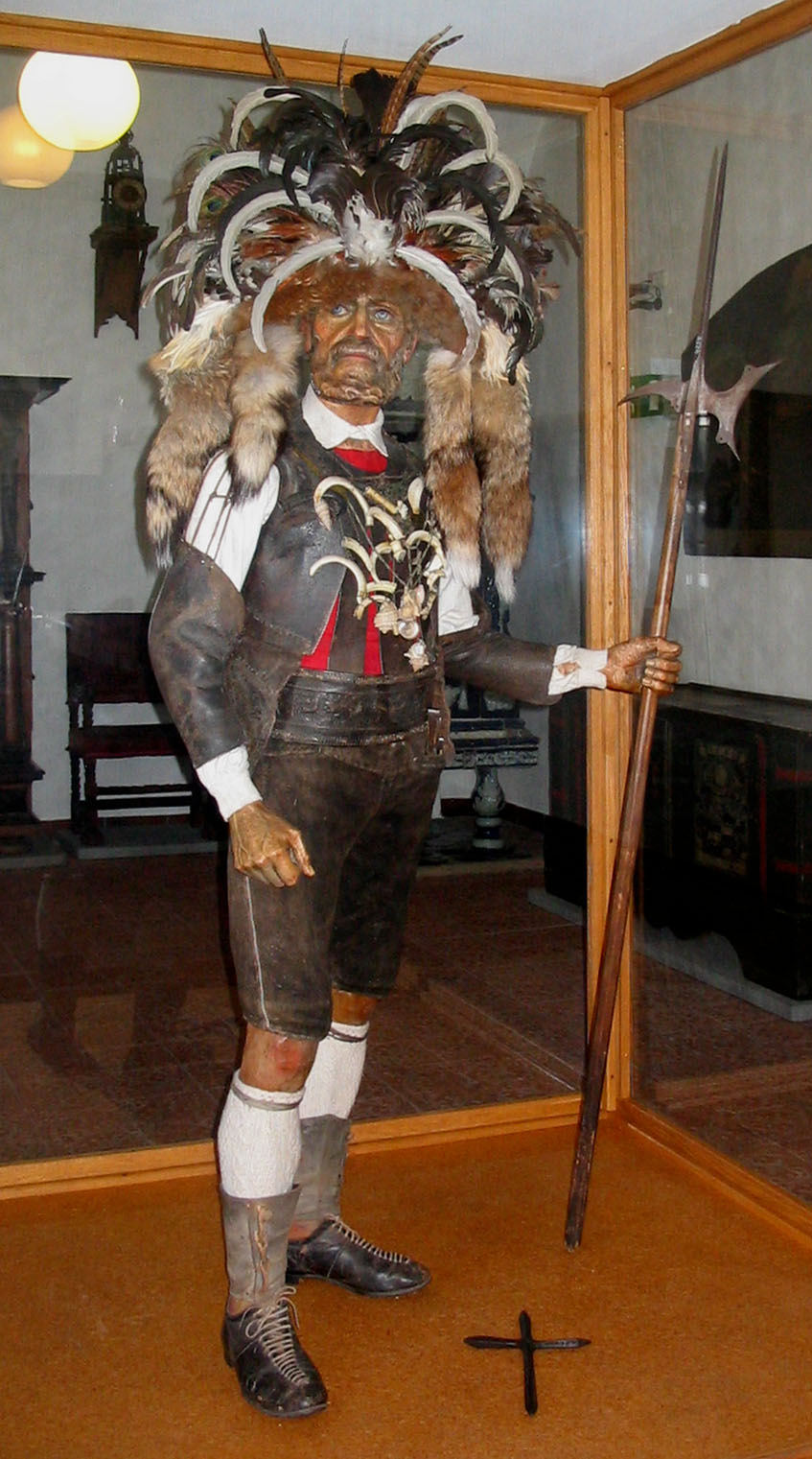
De klassieke vitrine, met evenwijdig opstijgende ribben

Een vitrine is een uitstalkast waarvan de inhoud van meerdere kanten kan worden bekeken. Dit komt doordat de wanden van glas (Frans: vitre) zijn vervaardigd, al worden tegenwoordig ook andere materialen gebruikt, zoals perspex. Er bestaan ook vitrines in de vorm  van een tafel waarbij liggende objecten worden getoond onder een doorzichtige bovenwand.
Vitrines vindt men bijvoorbeeld in musea, showrooms, winkels, of in particuliere woningen. Het gebruik van een vitrine met een doorzichtige afscheiding van glas of kunststof kan als reden hebben:
- objecten tegen aanraking of tegen klimaatinvloeden beveiligen of beschermen.
- een object speciaal "belichten" — zelfs in letterlijke zin, want gerichte lichtbronnen verhogen vaak het aandachttrekkend effect.
- diefstalpreventie van kostbare (koop)waar (antiquiteiten, juwelen, mobiele telefoons).
- tentoonstellen van privé-verzamelingen of -kostbaarheden.

Men kan vitrines kopen in meubelzaken, of speciaal laten maken zodat ze optimaal in een omgeving passen.
Websites en andere elektronische dragers maken wel gebruik van wat een "digitale vitrine" wordt genoemd. 
- Een universiteit laat daarin bijvoorbeeld haar bijzondere boekaanwinsten zien.
- Een beeldend kunstenaar toont proeven van zijn werk.
- Een verzamelaar kan ook afbeeldingen van zijn collectie in soort database bijeenbrengen, hetzij uitsluitend voor eigen plezier, hetzij om de beelden met anderen te delen.

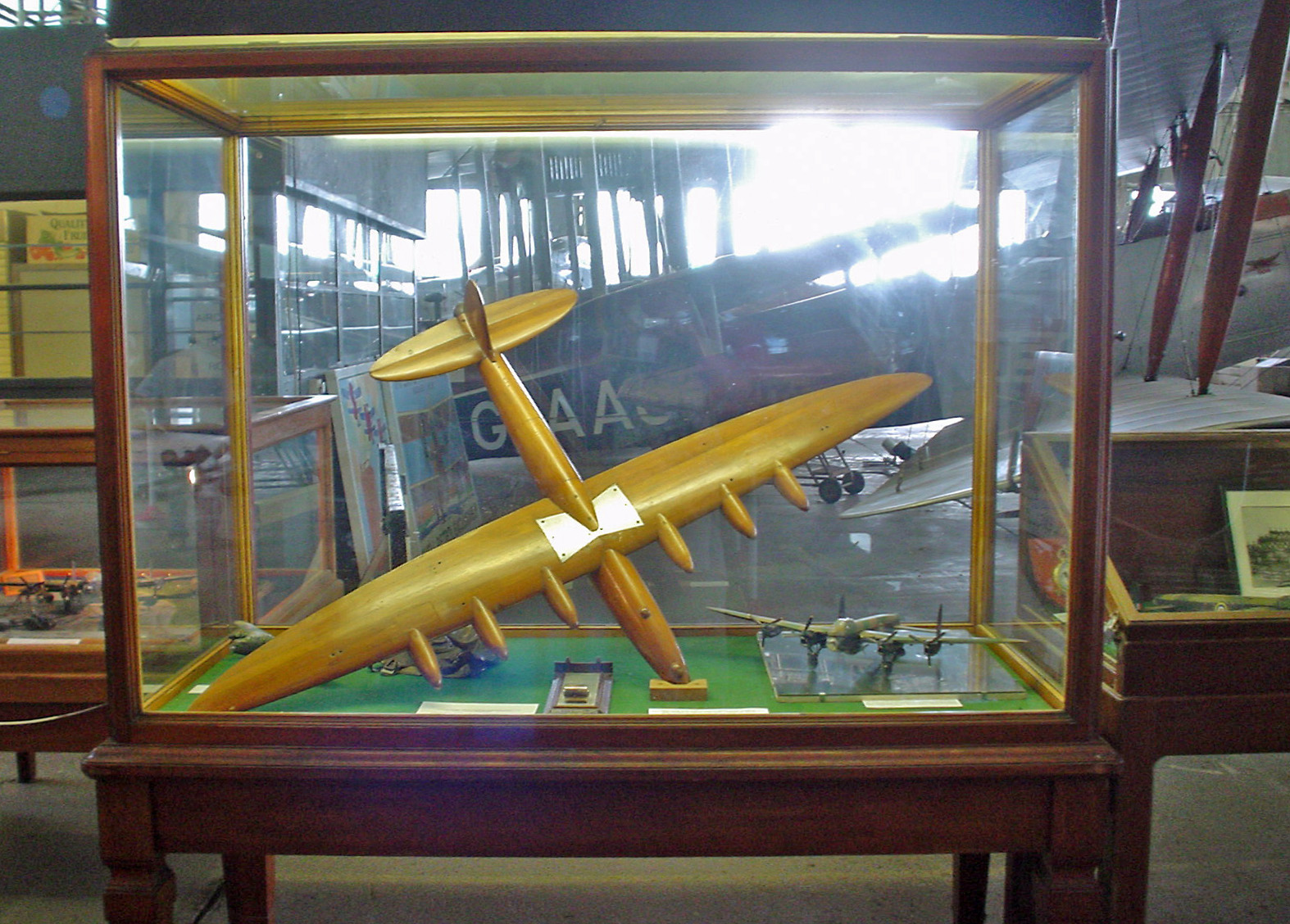
Kleinere modellen versterken in een museum het besef van ruimte
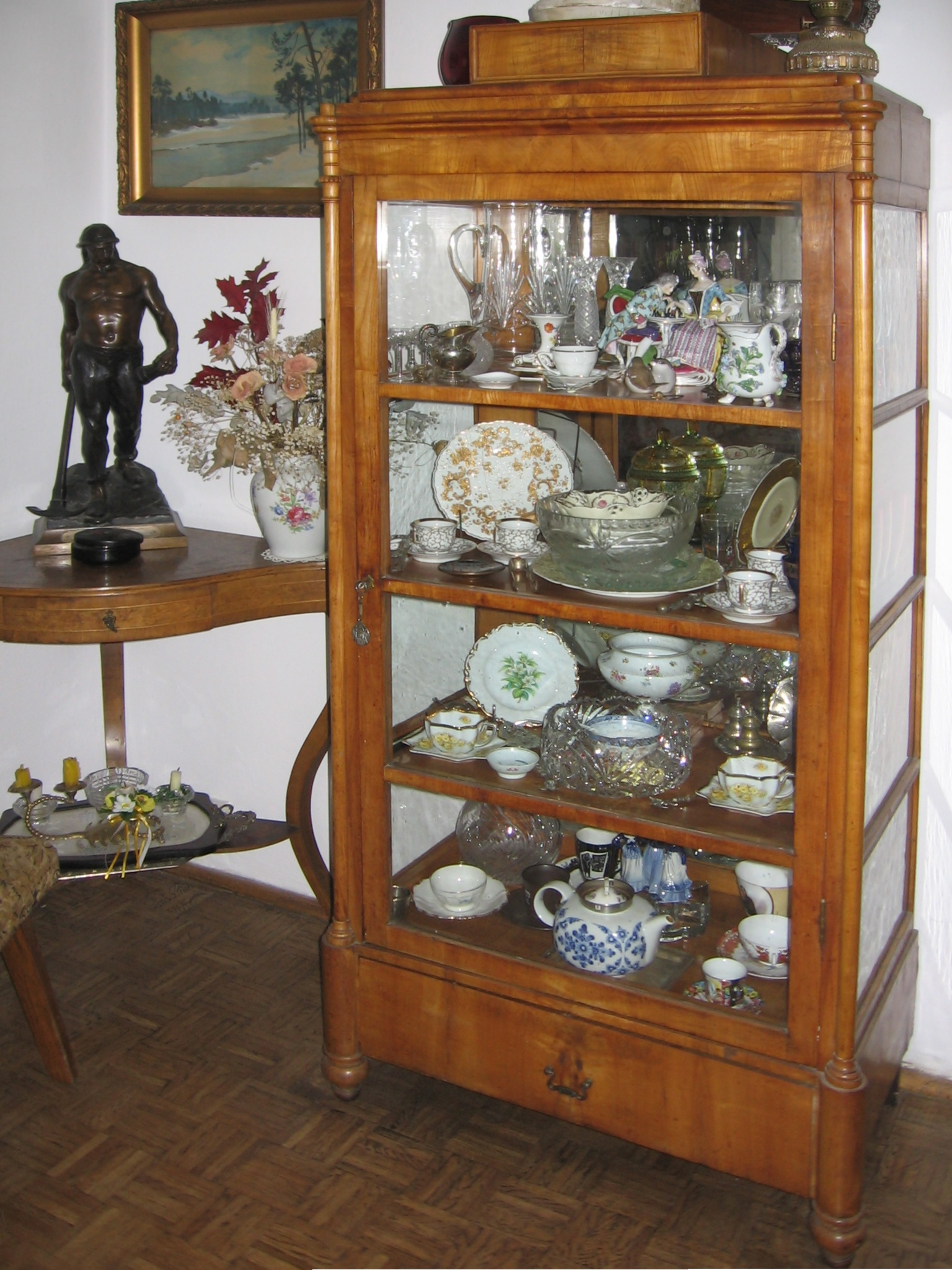
Gebruik in een particuliere woning
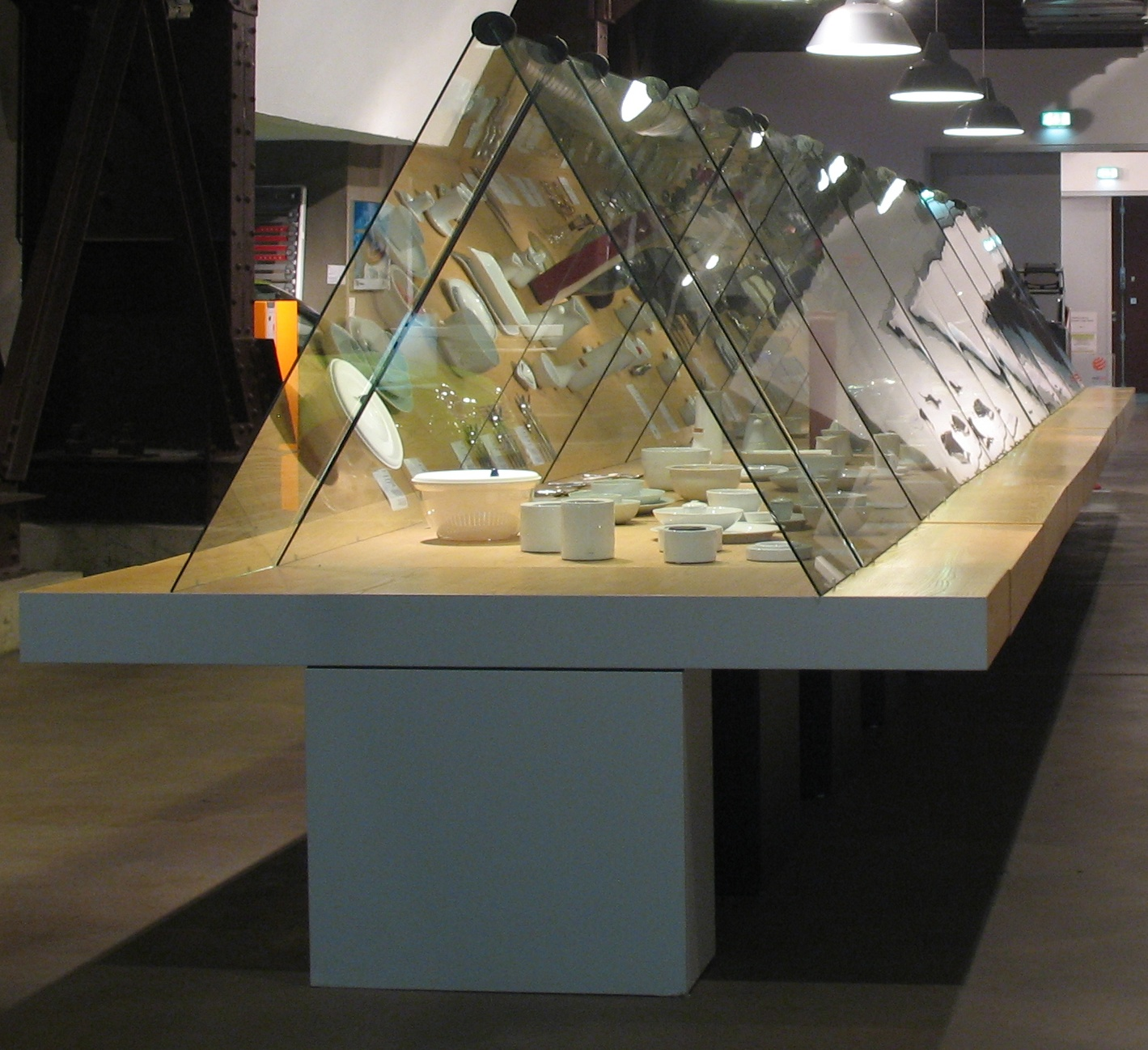
Een alternatieve museumuitvoering: dakvormig
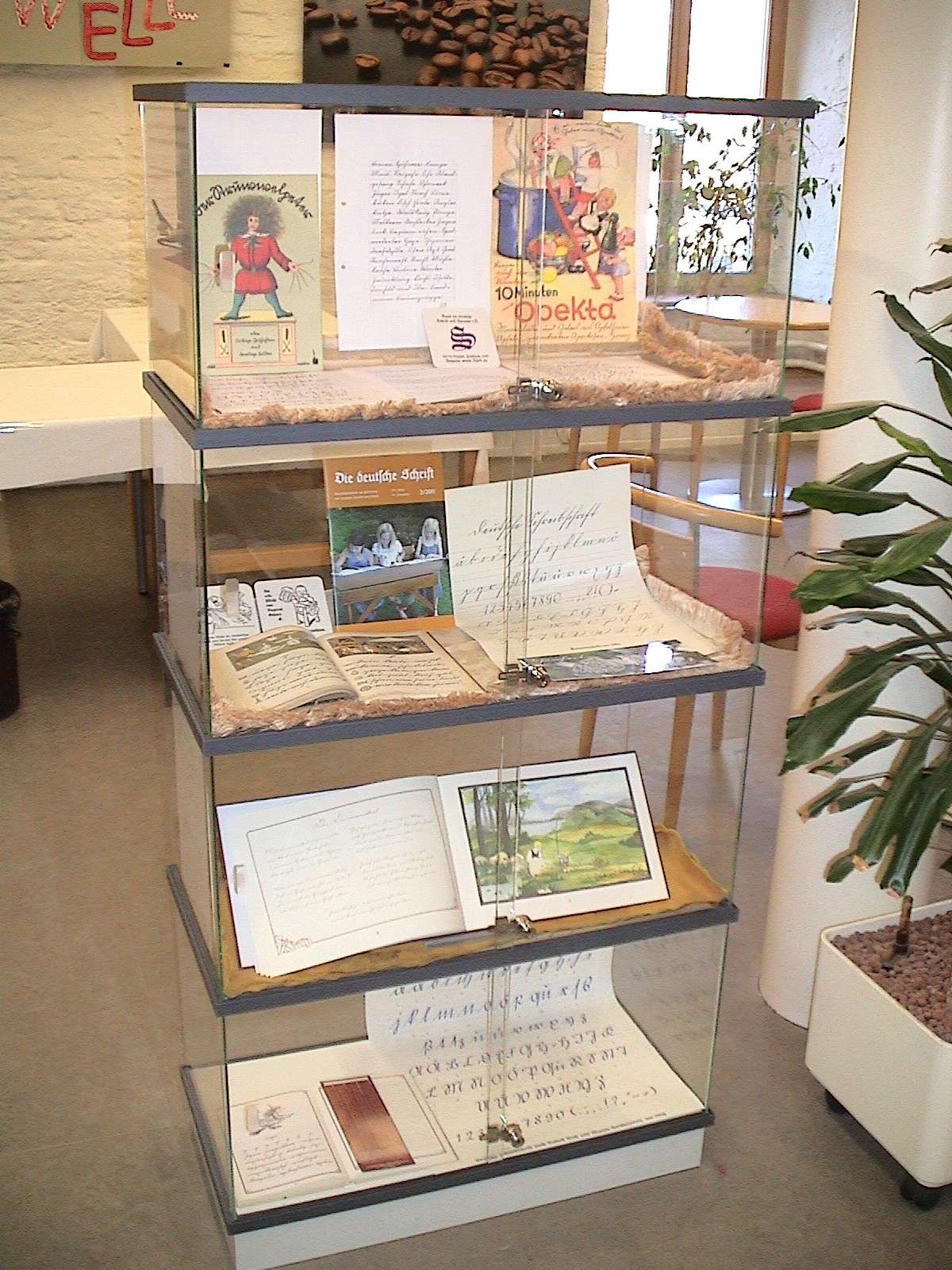
Vitrine in bibliotheek
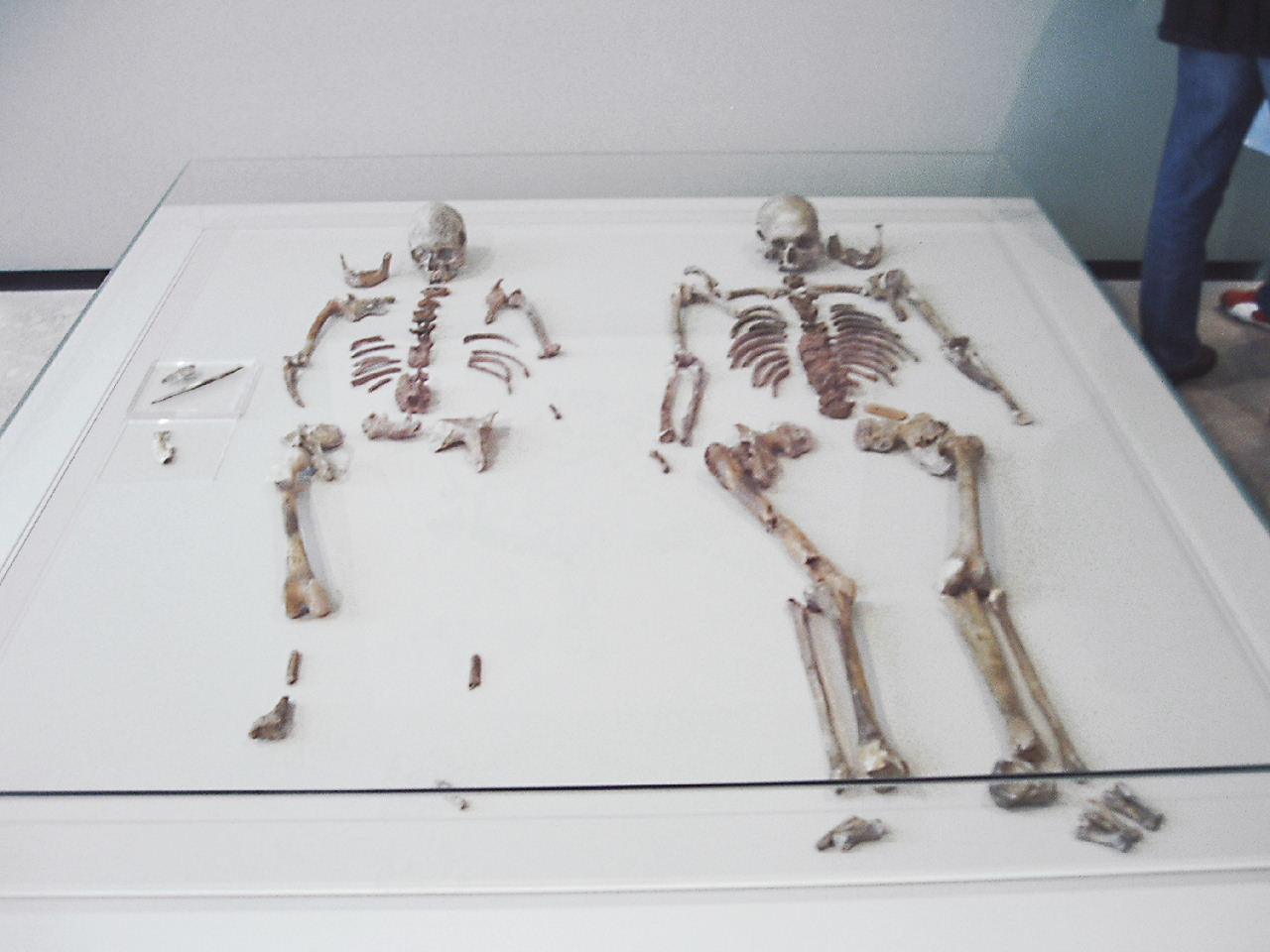
Volglas tafelvitrine in een museum
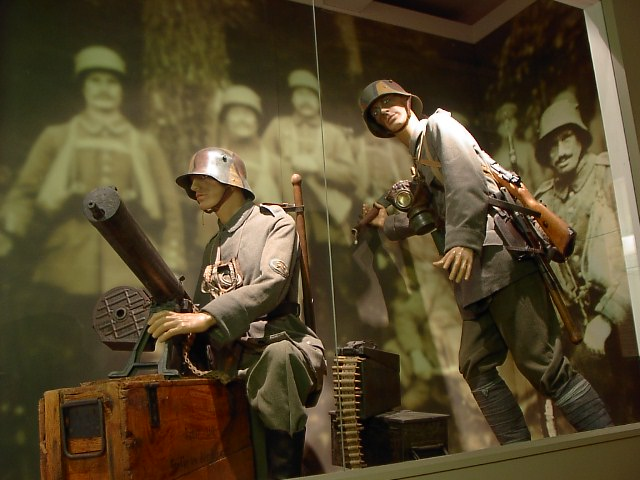
Vitrine in het Memorial Museum Passchendaele 1917, Zonnebeke.
Vitrines tijdens de Nationale Tentoonstelling van Vrouwenarbeid 1898